# Підчаший

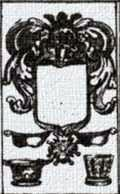
Герб підчашого.

Підчаший, виночерпій (пол. podczaszy; лат. pocillator, subpincerna) — придворна службова особа у Речі Посполитій,  Великому князівстві Литовському та ін. Спочатку був помічником і заступником чашника, а пізніше став більш значущим. Обов'язком підчашого було подавати королю напої, попередньо їх спробувавши, і наглядати за напоями за королівським столом. Підчаших пожиттєво призначав король.

## У Великому князівстві Литовському і Речі Посполитій
У  Великому князівстві Литовському посада підчашого відома з 1288 р., була дуже почесною. Її займали лише представники найзнатніших родів, як і посаду начальника підчашого — чашника. З часом посада стала номінальною, тобто не пов'язаною з виконанням будь-яких обов'язків. Існували також надвірний і земської чашники. Земський підчаший вперше згадується в 1318 р. При  Казимирі Великому, підчаший називався латиною «subpincerna», а в 1496 р. іменувався «pocillator».